# Oncostemum oliganthum
Oncostemum oliganthum är en viveväxtart som först beskrevs av John Gilbert Baker, och fick sitt nu gällande namn av Carl Christian Mez. Oncostemum oliganthum ingår i släktet Oncostemum och familjen viveväxter. Inga underarter finns listade i Catalogue of Life.